# Le Petit Tourette
«Le Petit Tourette» (в переводе с французского — «Маленький Туретт», но серия переводится как «Синдром Туретта») — 8 эпизод 11 сезона (№ 161) сериала «Южный парк», премьера которого состоялась 3 октября 2007 года. Эпизод стал первым во второй половине одиннадцатого сезона сериала. В серии поднимается проблема психического расстройства — синдрома Туретта, в том числе копролалии — вида нервного тика, при котором человек, не контролируя свои действия, громко ругается.

## Сюжет
Эрик Картман стоит в магазине игрушек и выбирает себе покупку. Неожиданно он слышит, как какой-то мальчик, стоя неподалёку, громко выругивается. Его мать объясняет сначала продавцам, а потом и Эрику, что её сын страдает от синдрома Туретта, который у него выражается в копролалии. Ошарашенный этим Эрик осознаёт, какие возможности открывает такая болезнь, и, напевая радостную песню, выбегает из магазина. Через несколько дней мать приводит его к доктору, и тот ставит без причины выкрикивающему ругательства мальчику тот же диагноз и обещает оповестить о нём руководство школы.
На следующий день Эрик бродит по школе, громко ругаясь. В частности, он орёт «shitballs!!» (примерный перевод — «говнояйца»), когда разговаривает с директрисой. Недовольный этим Кайл отводит Картмана в сторону, говоря, что он притворяется, и Эрик запросто соглашается с этим, объясняя, что исполнилась его мечта и что Кайл не посмеет «из зависти» помешать ему развлекаться. Кайл не находит в себе сил пытаться разоблачить его.
Во время урока Картман продолжает выкрикивать ругательства, и миссис Гаррисон идёт жаловаться к директору. Чтобы добиться толерантности к «недугу» Эрика, директриса вызывает руководителя центра страдающих синдромом Туретта, мистера Дональдсона. В это же время Кайл всё же решается привести Картмана к директору; когда он начинает объяснять в кабинете директора, что Картман притворяется ради смеха, мистер Дональдсон принимает это на свой счёт. В воспитательных целях Кайла приводят на терапевтические занятия с больными детьми; видя, как они страдают, Кайл не решается выдавать Эрика и даже вынужденно извиняется перед ним.
Вскоре Картман пишет жалостливое письмо на телевидение, и его приглашают выступить в программе «Dateline» с Крисом Хэнсоном; по телевидению идёт анонс, в котором упоминается предыдущий цикл Хэнсона «To Catch the Predator», где он подставлял и ловил педофилов. Кайл приходит к Картману разбираться, и тот объясняет, что собирается ругаться в прямом эфире, а также коснуться евреев. Когда Кайл, пообещав найти способ остановить Эрика, уходит, тот случайно выкрикивает, что описался в постель этой ночью, и сам этому удивляется.
На следующий день Картман выступает в пиццерии «У Свистуна Вилли» перед горожанами в преддверии телеэфира. Во время речи он неожиданно, помимо ругательств, выкрикивает, что проплакал всю ночь, потому что страдает без отца, что влюблён в некую Пэтти Нельсон и мечтает поцеловаться с ней; в ужасе убежав в туалет, там он непроизвольно признаётся Баттерсу, что они с двоюродным братом соприкасались пенисами. Выйдя обратно, Картман, пытаясь сдержаться и не повторить фразу про двоюродного брата, убегает. Он осознаёт, что полная вседозволенность в словах заставляет его говорить что угодно без какой-либо меры.
Придя к Хэнсону, Эрик говорит, что не может участвовать в передаче, однако тот рассказывает об одном педофиле из предыдущего цикла, который попытался сбежать от него и «покончил с собой» (Хэнсон прозрачно намекает, что на самом деле его убили). Картману приходится ждать своего выхода в гримёрке. От отчаяния он начинает молиться, прося Бога сделать хоть что-нибудь, чтобы передача не состоялась.
Тем временем Кайл и больной Туреттом мальчик, которого Эрик видел в магазине и который появлялся на терапевтическом сеансе, стоят у входа в студию. Выясняется, что Кайл анонимно пообщался в чате с кучей педофилов и пригласил их «к себе домой» — на самом деле в студию. Кайл рассчитывает, что Хэнсона отвлечёт появление тех, за кем он «охотился» раньше. Педофилы, заходя в студию и видя Хэнсона, один за другим застреливаются, и передача полностью срывается. Хэнсон выходит из студии и встречает больного мальчика, который осыпает его оскорблениями; обиженный ведущий убегает. Крейг, всю серию завидовавший беспрепятственно ругающемуся на всех Картману, подходит к мальчику и предлагает свою дружбу.
Когда все в ужасе разбегаются, торжествующий Кайл подходит к Эрику и говорит, что он его сделал. В ответ Картман начинает слёзно обнимать и благодарить ошалевшего Кайла и, счастливый, убегает к доктору, чтобы научиться контролировать свою речь. Больной мальчик подходит к Кайлу, и они синхронно выкрикивают: «OH, SHIT!!!»

## Реакция

### Отзыв TSA
Ещё до выхода серии Ассоциация Синдрома Туретта (Tourette Syndrome Association, сокращённо TSA) опубликовала пресс-релиз, в котором было заявлено, что они запросили канал «Comedy Central» о показе их публичного анонса во время или после премьеры серии, а также сказали, что они «почти наверняка ожидают, что эпизод будет оскорбительным и задевающим чувства людей с синдромом Туретта». Президент TSA также заявил: «Мы действительно удивлены, что создатели сериала только сейчас воспользовались идеей использовать синдром Туретта в качестве предмета для осмеяния, ведь ни один недостаток, болезнь или противоречивый вопрос не является для них запретным».
После премьеры эпизода TSA обнародовали новый пресс-релиз, призванный уточнить, что эпизод следует мифу о том, что у большинства страдающих Туреттом есть копролалия, тогда как на самом деле у 85-90 % больных её нет. Однако, также они заявили, что эпизод неожиданно близок к реальности; согласно их заявлению, «несмотря на слишком сильный акцент на копролалии, который заметит внимательный зритель, эпизод отличается неожиданно высоким количеством правильной информации». Также было сказано, что некоторые сцены в эпизоде могут послужить отличным пособием для донесения правильных фактов о болезни массам.

### Рецензии
На эпизод последовали противоречивые отзывы. Посвящённый телевидению блог TV Squad дал серии крайне восторженный отзыв, назвав её блестящей. Ресурс IGN поставил серии 7,5 баллов из 10; в рецензии было сказано, что «это не величайший эпизод, и не лучший вариант для продолжения сериала после перерыва — но в нём есть отличные шутки и каждая следующая шутка оказывается неожиданнее, чем предполагаешь». Ресурс 411mania оценил эпизод как средний, поставив ему 6,5 баллов из 10 и назвав «смесью удачи и неудачи» — в рецензии утверждается, что «тогда как первая часть серии много теряет от повторения одной и той же шутки, вторая часть демонстрирует, почему это шоу продолжает оставаться одним из лучших на телевидении». Среди отрицательных отзывов — рецензия BuddyTv, где эпизод назвали «неудачей», «несвязным и несколько неприятным».

## Пародии
- Согласно сайту SPScriptorium[8], «Le Petit Tourette» является отсылкой к названию «Le Petit Package» (это короткометражный фильм Мэтта Стоуна[9]).
- Узнав о синдроме Туретта, Картман начинает петь «(I’ve Got a) Golden Ticket» — песенку из фильма 1971 года «Вилли Вонка и шоколадная фабрика». В оригинале её исполняют Джек Альбертсон и Питер Острум.
- Когда Кайла заставляют извиниться перед Эриком, тот поворачивает голову набок и моргает глазами в сопровождении звуковых эффектов; это — пародия на «Багза Банни». Ранее Картман пародировал Багза Банни в эпизоде «У Осамы Бин Ладена вонючие штаны» и «Скотт Тенорман должен умереть»; также этот мультфильм пародировался в серии «Кровавая Мэри».
- Телебашня KSPC — пародия на башню телекомпании KTLA.
- Весьма вероятно, что поведение мистера Дональдсона из терапевтического центра являются пародией на выходящий онлайн цикл «Tourette’s Guy» (рус. Парень с Туреттом); появляющийся там страдающий синдромом Туретта человек также использует в разных комбинациях слова «shit», «piss» и «cock». Это шоу часто подвергается критике за то, что болезнь, как многим кажется, просто неубедительно симулируется. Более того, в одном из эпизодов «Tourette’s Guy» «парень с Туреттом» и его отец синхронно восклицают «Oh, shit!»; именно этот момент пародируется в концовке эпизода[10].

## Факты
- В одном из появившихся в сети до выхода эпизода тизеров Картмана осматривает доктор Гауч. В самом эпизоде это был другой врач[11]. Также в Интернете были выложены 2 других ролика[12][13].
- В начале серии, когда Картман находится в магазине игрушек, на заднем плане можно заметить постер с лидером Клуба супер-путешественников Уильямом Конноли (он появлялся в эпизоде «Возвращение Шефа»).
- На заднем плане в магазине игрушек можно увидеть видеоигры «Diablo 2» и «Starcraft: Brood War». Когда мать больного мальчика разговаривает с продавцом, она держит в руке игру, очень похожую на «Okami»; на официальном сайте сериала утверждается, что это игра «Wolfie», действительно похожая на «Okami»[14].
- Картман говорит, что, возможно, получит «Эмми» за свою телепередачу. Это намёк на то, что эпизод «Занимайтесь любовью, а не Warcraft'ом» получил «Эмми» незадолго до выхода серии.
- Оправдываясь перед Хэнсоном, Картман говорит, что ему надо ехать к умершей бабушке, и тут же отрицает: «Нет, с моей бабушкой всё в порядке». Это не так — его бабушка умерла в эпизоде «Картманлэнд»; поскольку Эрик считает, что у него только один родитель, речь не может идти о другой бабушке.

## Цензура
Этот эпизод стал четвёртым во всём сериале, где не запикано слово «shit» (после серий «Пиписька Айка», «Большая общественная проблема» и «Рождество в Канаде»; в этой серии оно прозвучало 31 раз). Помимо этого, здесь звучат незапиканными и другие вульгаризмы (кроме «fuck») — в том числе «kike» (в США — сленговое презрительное название евреев) (впервые в сериале) и «cock». Однако, большая часть самых грубых ругательств заменена эвфемизмами. В итоге серия впервые в истории сериала получила более жёсткий рейтинг TV-MA LV (обычные серии получают TV-MA); причиной этому, помимо употребления обсценной лексики, стала жестокая сцена с массовым самоубийством.